# Nagygomba
Nagygomba (Gomba) 1927-ben Marcalihoz csatolt egykori kisközség Somogy vármegye Marcali járásában.

## Elhelyezkedése
Az egykor mindössze két utcából (Táncsics Mihály utca [Nagygomba a kastéllyal és katolikus templommal]), illetve Bem József utca [Kisgomba]) álló település ma a város központi területének északi részét alkotja a 682-es főút (a várost már elkerülő 68-as főút régi, átszámozott nyomvonala) mentén. A település a Somogyszob–Balatonszentgyörgy-vasútvonal mellett található, amelynek viszont soha nem volt itt megállója, a legközelebbi vasúti csatlakozási lehetőséget Marcali vasútállomása kínálta.

## A település története
Borovszky Samu így ír a településről: Nagygomba (azelőtt csak Gomba). A balatonszentgyörgy–somogyszobi vasútvonal mentén fekvő magyar kisközség. Házainak száma 265, lakosaié 1518, a kik róm. kath. vallásúak. Postája, távírója és vasúti állomása Marczali. Már az 1332–37. évi pápai tizedjegyzékben is előfordul. 1470-ben a Berjegi család bírt itt földesúri joggal. 1550-ben Berjegi Domonkos, 1583-ban Korotnai János, 1598–99-ben Sándorffy Miklós volt a földesura, 1626–27. években pedig a Deső család. Az 1563. évi török kincstári fejadólajstromban Kisgomba 4, Nagygomba 8 házzal van felvéve. 1580-ban Nagygombán 15, Kisgombán 5 házat írtak össze. Az 1660. évi pannonhalmi főapátsági tizedjegyzék szerint Kisgombának Könczöl Mihály és Somogyi István, Nagygombának pedig több nemes volt a földesura. Egy 1703 táján készült összeírás szerint Kisgomba felét Thulmon Mihály, Nagygombát a Laskai család bírta. Az 1715. évi összeírásban csak egy Gomba nevű helységet találunk, mely a Thulmon családé volt. Ekkor mindössze 9 háztartását írták össze. 1726-ban és 1733-ban ismét két Gomba nevű helység fordul elő az összeírásban. Gomba a Dezseő családé, Kisgomba a Thulmon családé volt. 1767-ben Nagygomba a Dezseő családé. E család utolsó sarja, Judit (szül. 1791, † 1873) gróf Forgách Ferenczhez ment nőül s így a gróf Forgách család lett a földesura és jelenleg gróf Forgách Károlynak és gróf Forgách Francziskának van itt nagyobb birtoka. A községbeli 2 úrilak közül az egyiket a gróf Forgách, a másikat a Thassy család építtette. A róm. kath. templom 1755. évben épült, Dezseő Imre akkori földesúr áldozatkészségéből. Az itteni róm. kath. ifjúság ifjúsági egyletet tart fenn. A községhez tartozik Lók-puszta, mely a középkorban falu volt. 1449-ben a Bő-nembeli Laki Thúz, a Szőcsényi és a Létai családok birtoka. Az 1563. évi török kincstári fejadójegyzékben 6, az 1580. éviben 15 házzal van felvéve. 1583-ban Keresztúry György és Gomby János birtoka. 1701–1703 táján puszta és a Thulmon családé. 1767-ben jobbágyfaluként szerepel az úrbéri összeírásban s ekkor Káldy Jánosné, Thulmon Zsigmondné és Dánielné Gombos Tamás, Takács István, Pados János és Berzsenyi István voltak a földesurai.